# Martin Härtinger

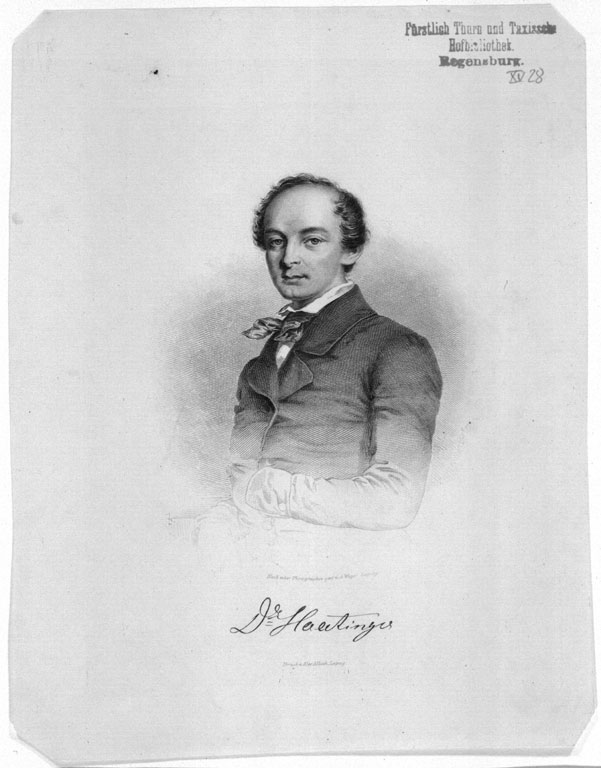
Martin Härtinger

Franz Martin Härtinger (* 6. Februar 1815 in Ingolstadt; † 4. September 1896 in München) war ein deutscher Mediziner, der als Opernsänger (Tenor) bekannt wurde.

## Leben
Härtinger studierte an der Ludwig-Maximilians-Universität Medizin und wurde 1837 Mitglied des Corps Suevia München. 1840 schloss er das Studium mit der Promotion zum Dr. med. ab. Er erhielt einen Bezirk zur Ausübung der ärztlichen Praxis zugewiesen. Alois Bayer, der erste Tenor der Münchner Hofoper, bei dem er während des Medizinstudiums dreieinhalb Jahre seine Stimme hatte ausbilden lassen, gewann ihn für die Bühnenlaufbahn.
Auf Empfehlung von Franz Lachner wurde er im Februar 1841 in Mannheim von dessen Bruder Vincenz in der Rolle des Tamino als erster Tenor engagiert. Bald wurde Härtinger von anderen Bühnen zu Gastspielen eingeladen. Schon 1842 kehrte er nach München zurück, wo er am Hoftheater einen Vertrag mit sehr vorteilhaften Bedingungen als Nachfolger seines ehemaligen Gesanglehrers unterschrieb. Zwölf Jahre lang gehörte er ununterbrochen der Münchener Bühne an und gestaltete fast alle der damals bekannten Tenorpartien unterschiedlicher Stilformen. Angebote für Gastspiele und Engagements aus ganz Europa konnte er wegen der starren Haltung der Münchener Intendanz nicht wahrnehmen. Seine darauf mehrmals eingereichten Entlassungsgesuche wurden unter Hinweis auf seinen Vertrag abgelehnt, bis es im Sommer 1854 nach Differenzen mit dem Intendanten Dingelstedt wegen eines außerkontraktlichen, aus gesundheitlichen Gründen erbetenen Urlaubs zum Eklat kam und Härtinger seine vorzeitige Pensionierung beantragte, die 1855 provisorisch, 1858 definitiv genehmigt wurde.
Mehrere Jahre hindurch betätigte er sich als Konzert- und Liedsänger, so z. B. 1856 beim 100-jährigen Mozartjubiläum in Salzburg und 1857 in einem großen Konzert im Odeon (München), und auch privat als Gesangslehrer. Als 1867 die Münchener kgl. Musikschule von Ludwig II. (Bayern) nach dem von Richard Wagner entwickelten Plan als Nachfolgeinstitut des Konservatoriums neu gegründet wurde, übernahm Härtinger die Stellung als Lehrer für Sologesang, in der er bis 1884 unterrichtete. Seinen 80. Geburtstag erlebte er 1895 in voller geistiger und körperlicher Frische. Nur anderthalb Jahre später starb er an einem plötzlich aufgetretenen Herzleiden im Alter von 81 Jahren.

## Grabstätte

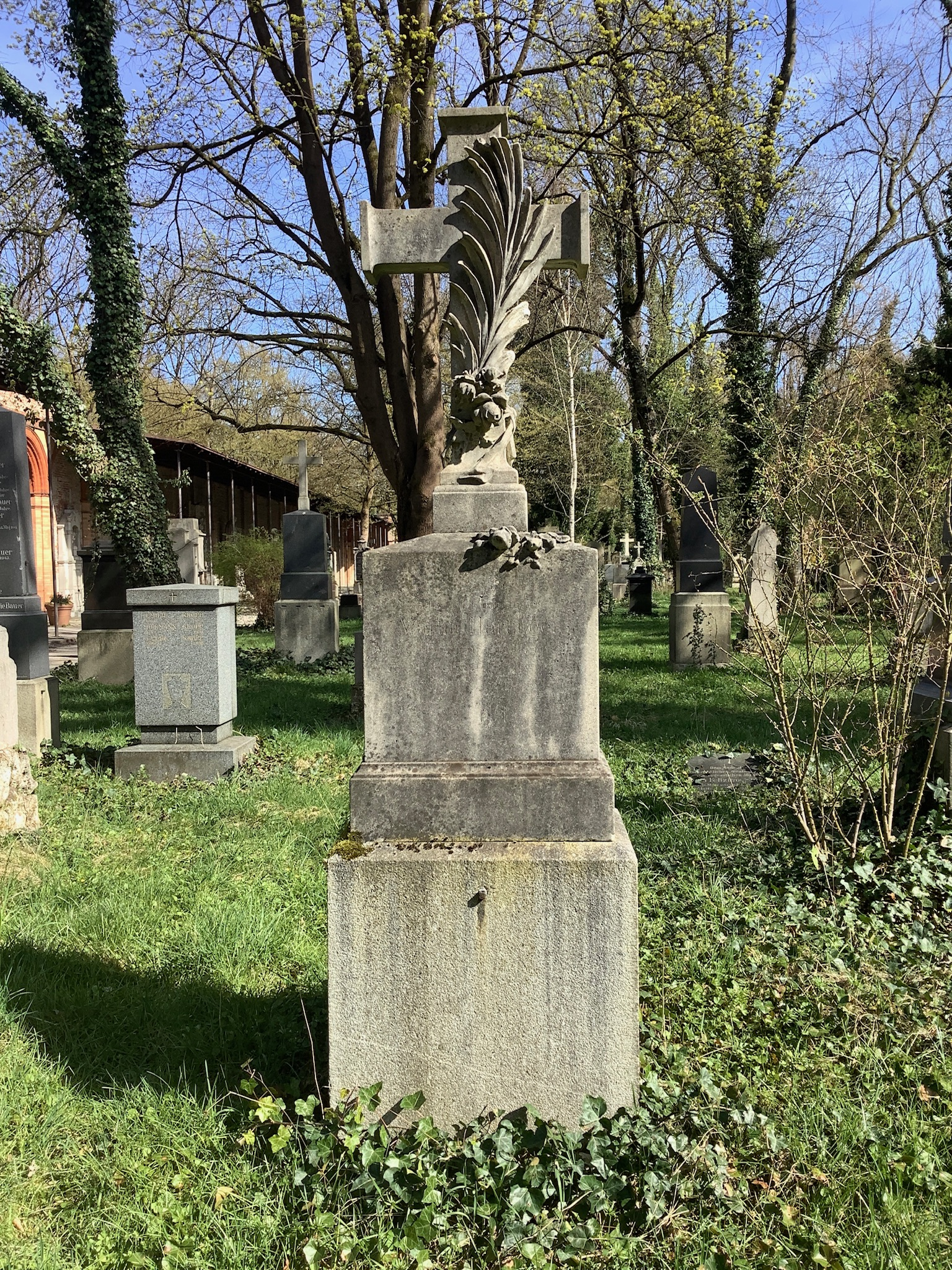
Grab von Martin Härtinger auf dem Alten Südlichen Friedhof in München

Die Grabstätte von Martin Härtinger befindet sich auf dem Alten Südlichen Friedhof in München (Gräberfeld 29 – Reihe 12 – Platz 23) Standort.

## Namensgeber für Straßen
Nach Martin Härtinger wurde 1947 in München im Stadtteil Obermenzing (Stadtbezirk 21 – Pasing-Obermenzing) die Härtingerstraße benannt Lageplan.
Auch in seiner Geburtsstadt Ingolstadt wurde im Stadtteil Haunwöhr die Härtingerstraße Lageplan nach Martin Härtinger benannt.

## Veröffentlichungen
- Das Grundgesetz der Stimmbildung für den Kunstgesang. Schott Söhne, 1872; Neudruck 2018, ISBN 978-1-390-15423-8.